# Laserowa misja 2
 Laserowa misja 2 (niem. Der blaue Diamant) – niemiecki telewizyjny film akcji z 1993 roku w reżyserii Ottona Retzera. Sequel filmu Laserowa misja (1990). Zdjęcia kręcono w Tajlandii (Bangkok, wyspa Phuket) oraz w Wiedniu.

## Zarys fabuły
Legenda błękitnego diamentu przyciąga do tajlandzkiej dżungli piątkę przyjaciół. Podczas tej wyprawy sytuacja się komplikuje – dochodzi do morderstwa, a jeden z żądnych bogactwa podróżników trafia do więzienia. Przyjaciele spotykają się ponownie po siedmiu latach, gdy jeden z nich zostaje porwany.

## Obsada aktorska
- Pierre Brice – Pierre Latouche
- Julia Kent – Susan Kroger
- Brent Huff – Robert Birnbaum
- Ernest Borgnine – Hans Kroger
- Harald Leipnitz – Jack Di Franco
- Sonja Kirchberger – Barbara
- Barry Newman – Axel Trank
- Wilfried Baasner – Otto/Boris Otinski
- Laura Johnson – Wendy Hill
- Christine Schuberth – Sonja